# Чајковићи
Чајковићи су насељено место у саставу града Дубровника, Дубровачко-неретванска жупанија, Република Хрватска.

## Историја
До територијалне реорганизације у Хрватској налазили су се у саставу старе општине Дубровник. Као самостално насељено место, Чајковићи постоје од пописа 2001. године. Настало је издвајањем дела насеља Дубровник.

## Становништво
На попису становништва 2011. године, Чајковићи су имали 26 становника. За национални састав 1991. године погледати под Дубровник.
| Број становника по пописима | Број становника по пописима | Број становника по пописима | Број становника по пописима | Број становника по пописима | Број становника по пописима | Број становника по пописима | Број становника по пописима | Број становника по пописима | Број становника по пописима | Број становника по пописима | Број становника по пописима | Број становника по пописима | Број становника по пописима | Број становника по пописима | Број становника по пописима |
| --------------------------- | --------------------------- | --------------------------- | --------------------------- | --------------------------- | --------------------------- | --------------------------- | --------------------------- | --------------------------- | --------------------------- | --------------------------- | --------------------------- | --------------------------- | --------------------------- | --------------------------- | --------------------------- |
| 1857                        | 1869                        | 1880                        | 1890                        | 1900                        | 1910                        | 1921                        | 1931                        | 1948                        | 1953                        | 1961                        | 1971                        | 1981                        | 1991                        | 2001                        | 2011                        |
| 65                          | 0                           | 68                          | 52                          | 22                          | 37                          | 0                           | 0                           | 32                          | 34                          | 46                          | 42                          | 0                           | 0                           | 17                          | 26                          |

Напомена: У 2001. настало издвајањем из насеља Дубровник. У 1869, 1921. и 1931. подаци су садржани у насељу Пријевор, а у 1981. и 1991. у насељу Дубровник.